# Pohlednice ze Springfieldu
Pohlednice ze Springfieldu (v anglickém originále Postcards from the Wedge) je 14. díl 21. řady (celkem 455.) amerického animovaného seriálu Simpsonovi. Scénář napsal Brian Kelley a díl režíroval Mark Kirkland. V USA měl premiéru dne 14. března 2010 na stanici Fox Broadcasting Company a v Česku byl poprvé vysílán 2. prosince 2010 na stanici Prima Cool.

## Děj
Na základní škole ve Springfieldu Edna Krabappelová poté, co svým žákům promítne video z roku 1956 o budoucnosti, řekne žákům, aby odevzdali domácí úkol, na jehož vypracování měli tři měsíce. Bart, jenž na úkol zapomněl, se jej pokusí vypracovat za pochodu z drobností nalezených v lavici. Nesouhlasící Edna pošle Homerovi a Marge dopis, ve kterém je informuje, že je Bart měsíc pozadu s domácím úkolem. Když se Homer dozví, že s touto prací nemusí Bartovi pomáhat, je ochoten zvýšit synovu pracovní zátěž, ale Marge se obává, že velká zátěž Barta odradí od toho, aby měl školu rád. Protože se rodiče v této otázce neshodnou, Bart využije jejich protichůdných názorů k tomu, aby se domácím úkolům zcela vyhnul, čímž se mezi nimi vytvoří klín, který je oba ostře rozdělí. Jak hádky pokračují, Bart je dokonce podněcuje k tomu, aby se hádali o zcela nepodstatné věci, které se ani netýkají jeho domácích úkolů. Když však Líza vidí, co Bart provedl, okřikne ho za jeho chování. 
Marge hledá radu u Neda Flanderse, jenž si vzpomene na drobnou hádku s Maude v den její smrti, která ho stále pronásleduje. Marge se také radí s Patty a Selmou, jež ji v touze po rozchodu Marge s Homerem povzbuzují, aby se „držela svého“, aby byla bez Homera šťastnější. Protože však Marge ví, co její sestry k Homerovi cítí, přemýšlí o tom, že by její život mohl skončit jako ten jejich, a okamžitě se vydá, aby to s manželem napravila. Mezitím Homer usne v práci, zdá se mu o tom, že Marge omylem zabil, a uvědomí si, že i on se chce omluvit. Oba se spatří v zácpě, vyběhnou z auta a obejmou se. Pak se rozhodnou nechat Barta, aby se o sebe postaral sám, a nechají ho ohromeného, když nevěnují pozornost žádnému jeho výstřelku. Když se Bart Nelsonovi přizná, že už necítí vzrušení, když dělá lumpárny, Nelson navrhne, že Bartovi se z lumpáren nedostává žádného uspokojení, pokud někdo neztratí nervy. 
Bart se pak rozhodne zničit Springfieldskou základní školu, která byla nedávno poškozena otřesy metra, jež spolu s Milhousem způsobili ve městě prostřednictvím kolejí metra. Homer a Marge najdou vzkaz od Lízy, která je o tomto žertíku informuje, a rozhodnou se okamžitě jednat. Spěchají na stanici metra, kde se Homer pokusí stisknout nouzový vypínač. Ten se zasekne, ale Homer si pak představí, že spínačem je Bart, kterého škrtí, a podaří se mu metro zastavit. Skinnerovi se uleví, když zjistí, že škola je zachráněna, a vyvěsí vlajku. Stožár s vlajkou však spadne na již tak poškozenou budovu a způsobí její zřícení, což Nelsona a Ednu velmi potěší. Bart má proto domácí vězení a je nucen dokončit domácí úkoly a tweetovat Homerovi o svých aktuálních aktivitách a jeho rodiče začnou svého syna opět držet na uzdě. Líza Bartovi řekne, že ví, že vzkaz s jejím podpisem napsal on, protože je v něm špatně napsáno slovo „základka“, ale slíbí mu, že to udrží v tajnosti.

## Přijetí

### Hodnocení
V původním americkém vysílání vidělo díl 5,23 milionu diváků a dosáhl ratingu Nielsen 18-49 2,6/8, což z něj udělalo druhý nejsledovanější pořad na stanici Fox toho večera po nové epizodě Griffinových a repríze Žen v ringu.

### Přijetí kritikou
Epizoda získala pozitivní recenze. 
Robert Canning ze serveru IGN udělil dílu známku 8 s tím, že byl „vynikající“ a že „příběh opět nebyl nic úplně nového, ale vtipy byly chytré a zábavné a stálo za to u nich půl hodiny sedět na gauči“.
Ariel Ponywether ze serveru FireFox News udělil epizodě známku B− a uvedl, že „v dílu bylo několik velmi solidních momentů s překvapivě podvratným humorem po celou dobu a závěrečná scéna byla skutečným vítězem. Prostřední úsek trochu zpomalil tempo epizody.“
Emily VanDerWerffová z The A.V. Clubu udělila dílu známku B a uvedla: „Nemyslím si, že děj zde byl tak dotažený, jak by mohl být – spousta nitek byla představena a pak většinou ponechána viset a konec byl obzvlášť náhlý – ale smála jsem se poměrně často, a to mi bude stačit.“.
Jason Hughes z TV Squad řekl: „Celkově vzato to sice byla nečekaně vážná epizoda, ale zároveň i dost příjemná. Žádný velký smích, ale úsměvů bylo dost.“.
Epizoda získala cenu Creative Arts Emmy za vynikající individuální úspěch v animaci, a to za návrh pozadí od Charlese Raginse. 